# Curling vid olympiska vinterspelen 2010

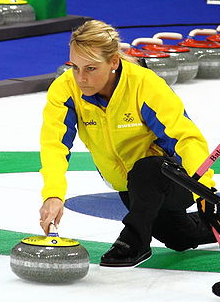
Sveriges damer tog guld.

Curling vid olympiska vinterspelen 2010 arrangerades mellan den 16 och 27 februari 2010 i Vancouver Olympic/Paralympic Centre i Vancouver, Kanada. Curling spelas för femte gången i olympiska sammanhang efter att tidigare ha spelats 1924, 1998, 2002 och 2006. Tävlingen hade samma upplägg som vid OS i Turin 2006. Tio lag möttes i en alla-möter-alla-turnering som följdes av två semifinaler dit de fyra bästa lagen avancerade. Lag Anette Norberg (Sverige) på damsidan och lag Kevin Martin (Kanada) på herrsidan tog OS-guld i turneringen.

## Deltagare

### Damer
| Nation         | Lag                | Lag               | Lag                | Lag               | Lag              |             |
| -------------- | ------------------ | ----------------- | ------------------ | ----------------- | ---------------- | ----------- |
| Danmark        | Madeleine Dupont   | Denise Dupont     | Angelina Jensen    | Camilla Jensen    | Ane Hansen       | [ 1 ]       |
| Japan          | Moe Meguro         | Anna Ohmiya       | Mari Motohashi     | Kotomi Ishizaki   | Mayo Yamaura     | [ 2 ]       |
| Kanada         | Cheryl Bernard     | Susan O'Connor    | Carolyn Darbyshire | Cori Bartel       | Kristie Moore    | [ 3 ]       |
| Kina           | Wang Bingyu        | Liu Yin           | Yue Qingshuang     | Zhou Yan          | Liu Jinli        | [ 4 ]       |
| Ryssland       | Ludmila Privivkova | Anna Sidorova     | Nkeirouka Ezech    | Ekaterina Galkina | Margarita Fomina | [ 5 ]       |
| Schweiz        | Mirjam Ott         | Carmen Schäfer    | Carmen Küng        | Janine Greiner    | Irene Schori     | [ 3 ]       |
| Storbritannien | Eve Muirhead       | Jackie Lockhart   | Kelly Wood         | Lorna Vevers      | Anne Laird       | [ 4 ]       |
| Sverige        | Anette Norberg     | Cathrine Lindahl  | Eva Lund           | Anna Le Moine     | Kajsa Bergström  | [ 6 ] [ 1 ] |
| Tyskland       | Andrea Schöpp      | Monika Wagner     | Melanie Robillard  | Stella Heiß       | Corinna Scholz   | [ 5 ]       |
| USA            | Debbie McCormick   | Allison Pottinger | Nicole Joraanstad  | Natalie Nicholson | Tracy Sachtjen   | [ 2 ]       |

### Herrar

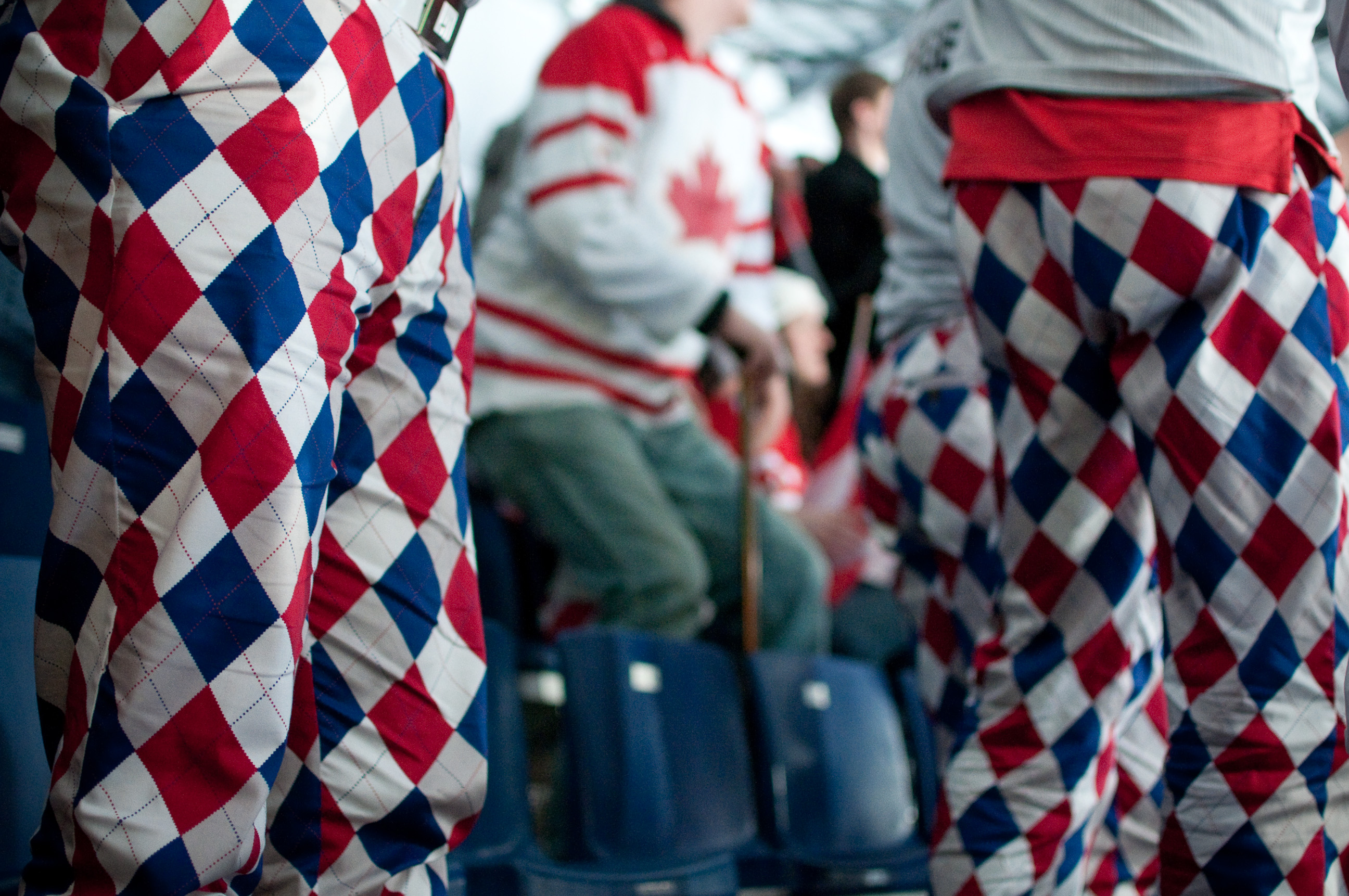
Norge fick uppmärksamhet för sina byxor

| Nation         | Lag                | Lag              | Lag              | Lag                  | Lag             |              |
| -------------- | ------------------ | ---------------- | ---------------- | -------------------- | --------------- | ------------ |
| Danmark        | Johnny Frederiksen | Ulrik Schmidt    | Bo Jensen        | Lars Vilandt         | Mikkel Poulsen  | [ 7 ]        |
| Frankrike      | Thomas Dufour      | Tony Angiboust   | Jan Henri Ducroz | Richard Ducroz       | Raphael Mathieu | [ 8 ]        |
| Kanada         | Kevin Martin       | John Morris      | Marc Kennedy     | Ben Herbert          | Adam Enright    | [ 9 ]        |
| Kina           | Liu Rui            | Wang Fengchun    | Xu Xiaoming      | Zang Jialiang        | Li Hongchen     | [ 7 ]        |
| Norge          | Thomas Ulsrud      | Torger Nergård   | Christoffer Svae | Håvard Vad Petersson | Thomas Løvold   | [ 9 ]        |
| Schweiz        | Ralph Stöckli      | Jan Hauser       | Markus Eggler    | Simon Struebin       | Toni Mueller    | [ 10 ]       |
| Storbritannien | David Murdoch      | Ewan Macdonald   | Pete Smith       | Euan Byers           | Graeme Connal   | [ 8 ]        |
| Sverige        | Niklas Edin        | Sebastian Kraupp | Fredrik Lindberg | Viktor Kjäll         | Oskar Eriksson  | [ 6 ] [ 11 ] |
| Tyskland       | Andy Kapp          | Andy Lang        | Holger Hoehne    | Andreas Kempf        | Daniel Herberg  | [ 11 ]       |
| USA            | John Shuster       | Jason Smith      | Jeff Isaacson    | John Benton          | Chris Plys      | [ 10 ]       |

## Resultat
| Gren               | Guld                                                                           | Silver                                                                                 | Brons                                                                    |
| Herrar Detaljer... | Kanada Kevin Martin John Morris Marc Kennedy Ben Hebert Adam Enright           | Norge Thomas Ulsrud Torger Nergård Christoffer Svae Håvard Vad Petersson Thomas Løvold | Schweiz Ralph Stöckli Jan Hauser Markus Eggler Simon Strübin Toni Müller |
| Damer Detaljer...  | Sverige Anette Norberg Eva Lund Cathrine Lindahl Anna Le Moine Kajsa Bergström | Kanada Cheryl Bernard Susan O'Connor Carolyn Darbyshire Cori Bartel Kristie Moore      | Kina Wang Bingyu Liu Yin Yue Qingshuang Zhou Yan Liu Jinli               |